# Episodi di Goodyear Television Playhouse (terza stagione)
La terza stagione della serie televisiva Goodyear Television Playhouse è stata trasmessa in anteprima negli Stati Uniti d'America dalla NBC tra il 4 ottobre 1953 e il 12 settembre 1954.
| nº | Titolo originale         | Titolo italiano | Prima TV USA      | Prima TV Italia |
| -- | ------------------------ | --------------- | ----------------- | --------------- |
| 1  | The Happy Rest           |                 | 4 ottobre 1953    |                 |
| 2  | Other People's Houses    |                 | 30 agosto 1953    |                 |
| 3  | The Haven                |                 | 1º novembre 1953  |                 |
| 4  | John Turner              |                 | 15 novembre 1953  |                 |
| 5  | Madame Aphrodite         |                 | 6 dicembre 1953   |                 |
| 6  | Wings Over Barriers      |                 | 20 dicembre 1953  |                 |
| 7  | Moment of Panic          |                 | 3 gennaio 1954    |                 |
| 8  | Here's Father            |                 | 17 gennaio 1954   |                 |
| 9  | The Brownstone           |                 | 31 gennaio 1954   |                 |
| 10 | Game of Hide and Seek    |                 | 7 febbraio 1954   |                 |
| 11 | The Huntress             |                 | 14 febbraio 1954  |                 |
| 12 | Buy Me Blue Ribbons      |                 | 28 febbraio 1954  |                 |
| 13 | The Inward Eye           |                 | 14 marzo 1954     |                 |
| 14 | Native Dancer            |                 | 28 marzo 1954     |                 |
| 15 | Spring Reunion           |                 | 11 aprile 1954    |                 |
| 16 | Old Tasselfoot           |                 | 25 aprile 1954    |                 |
| 17 | And Crown Thy Good       |                 | 16 maggio 1954    |                 |
| 18 | The Lawn Party           |                 | 23 maggio 1954    |                 |
| 19 | Write Me Out Forever     |                 | 20 giugno 1954    |                 |
| 20 | Suitable for Framing     |                 | 4 luglio 1954     |                 |
| 21 | Dear Harriet Heart-Throb |                 | 18 luglio 1954    |                 |
| 22 | The Arena                |                 | 1º agosto 1954    |                 |
| 23 | Recoil                   |                 | 15 agosto 1954    |                 |
| 24 | Star in the Summer Night |                 | 22 agosto 1954    |                 |
| 25 | The Power of Suggestion  |                 | 29 agosto 1954    |                 |
| 26 | The Big Man on Campus    |                 | 12 settembre 1954 |                 |